# Kongoussi
Kongoussi est une ville du département et la commune urbaine de même nom, dont elle est le chef-lieu, dans la province du Bam et la région du Centre-Nord au Burkina Faso. Elle est également le chef-lieu de la province.
Elle comptait 25 172 habitants en 2006.

## Géographie
La commune est située à une altitude de 302 m, au sud du lac de Bam, à l'intersection de la route nationale 15 et de la route nationale 22.
Kongoussi est doté d'un climat de steppe, de type BSh, selon la classification de Köppen. La température moyenne annuelle y est de 28,2 °C. Les pluies sont faibles toute l'année, avec une moyenne annuelle de 621 mm.

## Histoire
Début février 2019, la brigade territoriale de gendarmerie de Kongoussi a été la cible d'une attaque terroriste. Deux civils ont été tués.

## Politique et administration
Kongoussi est jumelée avec la commune de Landerneau dans le Finistère en Bretagne et avec celle de Canteleu dans la Seine-Maritime en Haute-Normandie.

## Démographie
Lors des recensements successifs, on y a dénombré 6 578 habitants en 1985, 17 893 en 1996 et 25 172 en 2006. Ce sont principalement des Mossi.

## Éducation et santé
Depuis 2007, Kongoussi abrite un collège lassalien (Frères des écoles chrétiennes).

## Économie
Cette bourgade rurale vit principalement de ses cultures maraîchères qui approvisionnent le pays et s'exportent à l'étranger. Elle est réputée comme étant « la capitale du haricot ».